# Super Market
Super Market S.A fue la primera cadena de supermercados que funcionó en el Perú. 

## Historia

### Inicios

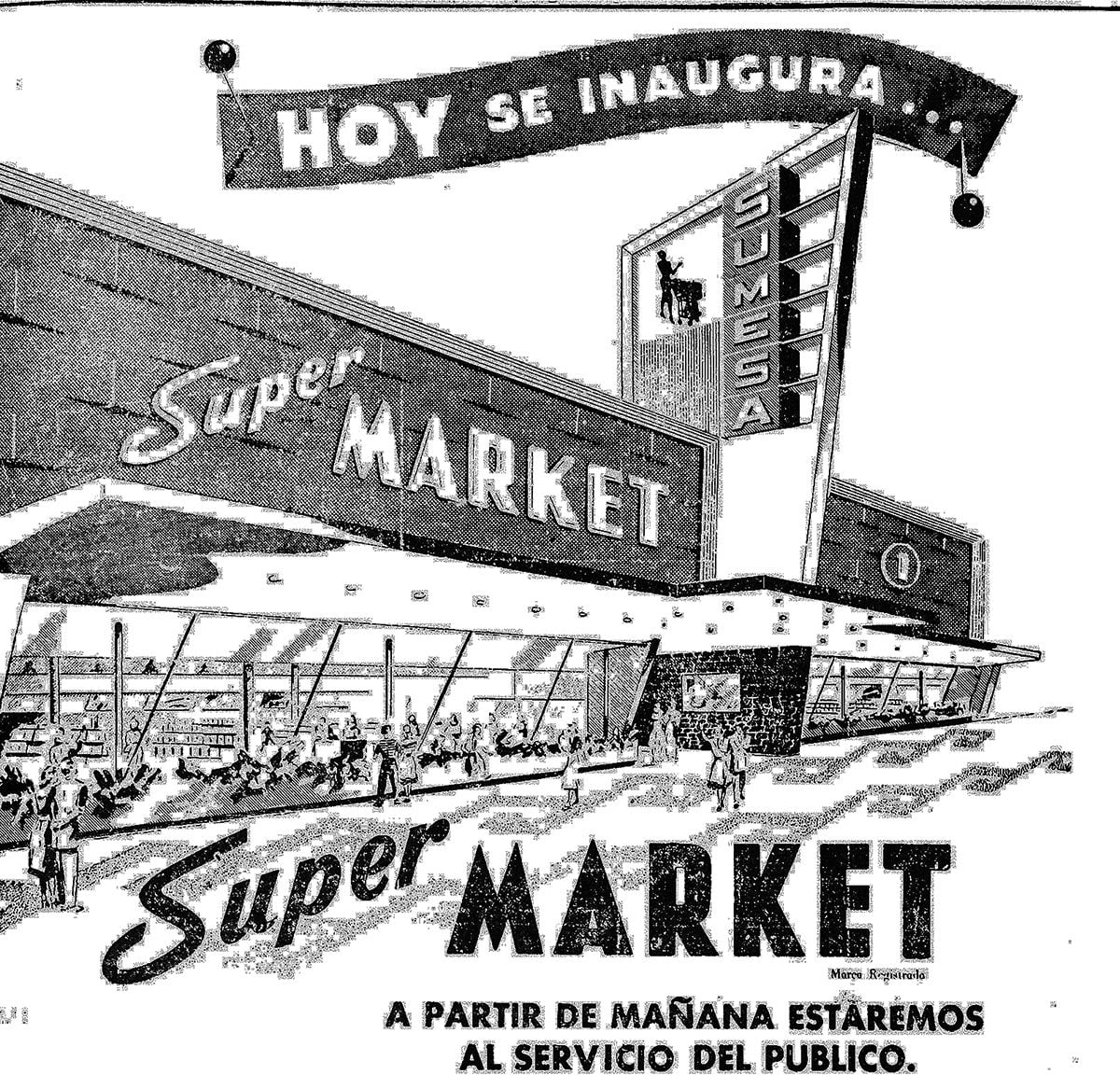
Afiche de la inauguración del primer local ubicado en la avenida Larco, distrito de Miraflores.

Se inauguró el 13 de marzo de 1953. La idea fue traída por la familia Olcese Pachas, en especial la idea vino de Aldo E. Olcese Pachas, un italo-peruano hijo de un inmigrante genovés, que después de regresar de los Estados Unidos de América al Perú en junio de 1950, como flamante graduado en Administración de negocios de la Universidad de Texas en Austin, tuvo la genial idea de inaugurar en 1953 el primer supermercado de autoservicio en Lima, en la Av. Larco 670 Miraflores. Se le considera a Aldo Olcese, sin la menor duda, como el pionero en el Perú de este tipo de negocios de autoservicios.[cita requerida]
Super Market S.A creció rápidamente atrayendo al público de clase media-alta, sobre todo por la novedad de que era una cadena de supermercados única en ese estilo en Lima. Sus tiendas se distribuyeron (la mayoría) en la ruta Jesús María-San Isidro-Miraflores. Solamente en San Isidro llegaron a tener cinco tiendas.

### Nacionalización y cambio de nombre
El crecimiento de Super Market se vio truncado durante el gobierno militar de Juan Velasco Alvarado. Super Market fue expropiado de un plumazo y pasó a ser mal administrado por el Estado. El gobierno militar le cambió el nombre por el de Super Epsa, que operaba principalmente sobre los mismos locales que Super Market S.A. 
EPSA (en manos del gobierno militar), cuyas iniciales significaban Empresa Pública de Servicios Agropecuarios (empresa estatal del sector agricultura), ya no era simplemente una cadena de supermercados (como lo fue Super Market S.A.). Fue todo un monopolio estatal que acaparaba la venta de artículos de primera necesidad (arroz, azúcar, por ejemplo). EPSA, como grupo monopólico de alimentos, tenía otras subempresas (grupo TAS o Tiendas Afiliadas a Epsa), AGEPSA (Administración y Gerencia EPSA S.A.) y por supuesto, Supermercados EPSA S.A.
En los últimos setenta, la buena imagen que había tenido Super Market se había ido por los suelos con EPSA. El hablar de EPSA era literalmente un dolor de cabeza para los limeños. Epsa era para los peruanos de entonces sinónimo de: acaparamiento, venta de productos mal pesados, en mal estado, con precios inflados en muchas ocasiones, entre otros problemas más.
Finalmente, en la era EPSA, la cadena se instaló en el resto del Perú en las ciudades de: Cajamarca, Iquitos, Pucallpa, Cuajone, Arequipa y Tacna.

### Renacimiento fallido
A inicios de la década del ochenta retornó la democracia, pero Super Market nunca retornó a sus dueños, los Olcese. A pesar de haber llevado a cabo la campaña "Nueva Imagen" (en 1981) en donde se le pretendió dar una nueva cara a la empresa (dando un aspecto de más modernidad y nivel) todo fue en vano. Al año siguiente se decreta la quiebra total de la cadena. Los trabajadores, ante la impotencia de perder su única fuente de ingreso y ante el temor de no recibir liquidación alguna, se dedicaron a saquear los mismos locales. Al poco tiempo, todo el patrimonio de la empresa es rematado (locales, equipos, maquinaria).

## Locales en la actualidad
Varios de los locales que poseía fueron tomados por otras empresas del rubro como Scala Gigante. Más adelante tras la quiebra de Scala en 1993, varios de los locales fueron comprados por Supermercados Santa Isabel Perú y algunos quedaron en manos de Top Market, un supermercado que duró muy poco tiempo y al quebrar sus tiendas también pasaron a Santa Isabel. Hoy en día aún se pueden apreciar algunas tiendas que fueron ocupadas por Super Market, pero ya con algunas modificaciones.
La última tienda en ser modificada fue la de la Av. Pardo la cual conservó su estructura original hasta 2003 en que se le modificó, con el plan de convertir el Santa Isabel que ahí operaba en la nueva tienda Vivanda, que se concretó en 2005. Para 2023, la infraestructura modificada que tenía rasgos parecidos al original está en planes de derrumbe para la construcción de un edificio.
Aldo E. Olcese P., junto con su hermano Orlando, manejaron juntos la empresa en tiempos muy difíciles para el Perú. Aldo falleció el 14 de junio de 1992 y estaba casado con Iris Sanguinetti y tuvieron 5 hijos varones con los nombres de Aldo, Franco, Mario, Hugo y Roberto. Orlando Olcese falleció en 2016 y estaba casado con Rosa Bocanegra y tuvieron 7 hijos con los nombres de Myrna, Orlando, Gino, Piero, Paolo, Luigi y Flavio. 

### Locales
Para determinar cuáles fueron los locales de Super Market S.A. hay que tomar en cuenta ambas etapas de la empresa, primero como Super Market y luego como Super Epsa. También hay que tomar en cuenta que, estos originalmente durante la era Super Market, solo los siete primeros tuvieron un orden de numeración oficial adjunto al nombre. Los siguientes seis, si bien ya no tuvieron esta numeración exteriormente y más se les identificó por la zona a la que pertenecían, se les numerará de acuerdo a su inauguración. Fueron los siguientes:
Era Super Market (1953 - 1969):  Corresponde a la etapa en que la cadena era privada y pertenecía los hermanos Olcese Pachas.

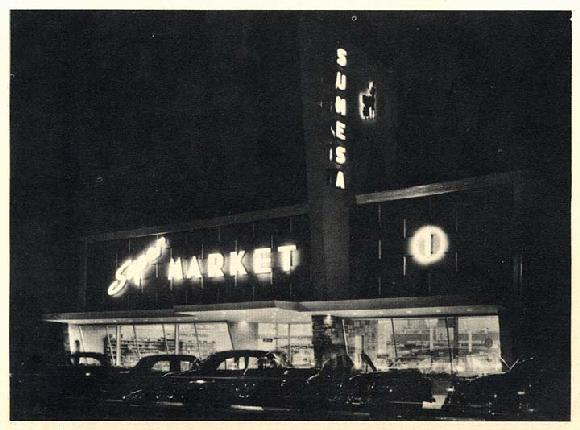
Local de la Av. Larco durante la noche

Super Market N.º 1 (Av. Larco 670, Leuro, Miraflores). Fue inaugurado en marzo de 1953. Local demolido en 1980. Actualmente es un local de Essalud.
Super Market N.º 2 (Av. Petit Thouars Cdra 32 San Isidro). Fue inaugurado en diciembre de 1953. En sus últimos años fue propiedad del Municipio de San Isidro. Local demolido el año 2022.
Super Market N.º 3 (Jirón Washington 1570, Lima). Fue inaugurado eL 30 de abril de 1955. Después del cierre de la cadena en la segunda mitad de 1982, quedó desocupado, hasta su demolición en los primeros días de enero de 1986. En su terreno se construyó la Facultad de Ciencias Contables de la Universidad Inca Garcilazo de la Vega, inaugurado éste en 1988.
Super Market N.º 4 (Residencial Santa Cruz, San Isidro). Actualmente es un local de Plaza Vea Express.
Super Market N.º 5 (Urb. San Antonio, Miraflores). Actualmente parte de local de Wong.
Super Market N.º 6 (Esq. Húsares de Junín y Huamachuco, Jesús María). Después de haber estado abandonado desde 1982, el local fue demolido y actualmente funciona una galería comercial.
Super Market N.º 7 (Av. Javier Prado esquina Roca Vergallo, Magdalena del Mar). En la actualidad ahí funciona uno de los supermercados Vivanda.
Super Market Santa Beatriz (N.º 8)(Jr. Mariano Carranza, cuadra 2, Cercado de Lima). Fue inaugurado en 1963. Después de haber quebrado Epsa, su local primero fue Club National de la Amistad, club Panasonic de la Amistad y finalmente un local de Telefónica. Local demolido en febrero de 2020.
Super Market Camino Real (N.º 9)(Jr. Emilio Cavenecia, San Isidro). Después del cierre de Epsa, su local albergó una tienda de la desaparecida cadena Monterey. Actualmente es un Plaza Vea.
Super Market Miraflores (N.º 10)(Av. José Pardo, Miraflores). Después de la quiebra de Epsa en los ochenta, fue Scala Gigante, luego Santa Isabel hasta 2005. Posteriormente fue Vivanda hasta que finalmente se demolió el local en 2023.
Super Market Santa Mónica (N.º 11)(Av. Pezet y Belén, Urb. Santa Mónica, San Isidro). Local demolido. Actualmente su terreno es ocupado por una estación de servicio.
Super Market San Felipe (N.º 12)(Residencial San Felipe, Jesús María). Fue inaugurado en enero de 1968. En la segunda mitad de los 1980s ahí funcionó un supermercado estatal Mercado del Pueblo. En la actualidad es una tienda Metro.
Super Market Dos de Mayo (N.º 13)(Av. Dos de Mayo cuadra 14, San Isidro). Fue el último en inaugurarse en la era Super Market, pues ya gobernaba entonces Juan Velasco y faltaban pocos años para la confiscación de la cadena por parte del dictador. Se inauguró en 1969. Actualmente su local es una tienda Vivanda, donde se ha respetado la mayor parte del diseño original de la estructura.
Era Super Epsa (1970 - 1980): Corresponde ya al decomiso de la cadena por parte del general Juan Velasco Alvarado y, hasta el reinicio al periodo democrático en el Perú en 1980.
Super Epsa Carabayllo (N.º 14) (Urb. Santa Isabel). Local demolido. Actualmente es una estación de bomberos.
Super Epsa San Luis (N.º 15) (Urbanización Túpac Amaru, San Luis) Fue inaugurado en 1973 y posiblemente fue el último en inaugurarse en Lima Metropolitana. Hoy es el Mercado La Libertad, comprado al Ministerio de Agricultura por los ex ambulantes del distrito de San Luis.
Posterior a la inauguración de Super Market número 15 de San Luis, habrían existido cinco tiendas más en el resto del país (Cajamarca, Iquitos, Pucallpa, Cuajone y Tacna). Finalmente, en Lima Metropolitana, en barrios y distritos donde no existían supermercados Super Epsa, habían bodegas independientes que fueron concesionarias de ésta y rotuladas como "Epsa Tiendas Afiliadas".
En este periodo, durante el gobierno militar de Francisco Morales Bermúdez (exactamente desde 1976) se implementaron los llamados "Superitos". Los Superitos fueron ómnibus de Enatru Perú, marca Büssing, que habían sido desechados de la Empresa Nacional de Transporte Urbano como chatarra, tras haberse vuelto vehículos inservibles por falta de repuestos. Fueron enviados a las plantas de Moraveco para ser reacondicionados como tiendas rodantes de Super. Los buses habían sido convertidos en remolques que eran jalados por camiones y siendo llevados a diversos puntos de Lima Metropolitana.
Era Super (1980 - 1982): Fue ésta la última etapa de la cadena. A pesar del retorno a la democracia en el país luego de 12 años de dictadura militar, Super Market no retornó jamás a sus legítimos dueños, la familia Olcese. "Super" en teoría ya no era más EPSA ni tampoco Super Market. En esa última etapa se intentó relanzar la cadena, a través de la fallida campaña "Nueva Imagen" en 1981, donde se usó parte del logotipo original de Super Market, con el que se fundó en los años cincuenta. Todo fue en vano, pues al año siguiente problemas internos acabaron por hacerla quebrar por completo, luego de casi 30 años de fundada. 
Cabe recordar que, a pesar de que Super ya no era más administrado completamente por el Estado en esa época (ya no era más EPSA) y se entró supuestamente a un periodo de "Nueva Imagen", esto no prosperó, pues todas las tiendas hasta el final siguieron distinguiéndose externamente con los logotipos de EPSA. Asimismo, se continuó entregando para despachar, bolsas con el logotipo de la era EPSA y, en los comerciales televisivos y anuncios en diarios, se continuó usando el logo de EPSA. Los Superitos también llevaron externamente el logotipo de EPSA y no el de la Nueva Imagen.